# Jens-Peter Bonde
Jens-Peter Bonde (Åbenrå, sud de Dinamarca, 27 de març de 1948 -Frederiksværk, 4 d'abril de 2021) va ser un polític eurosceptic danès. Era d'ideologia comunista.

## Biografia
Després d'estudiar ciències socials a la Universitat d'Aarhus, Jens-Peter Bonde va treballar des del 1972 a la revista danesa NOTAT. Aquell mateix any, va cofundar el Moviment Popular contra la CEE, ja que el seu país es preparava per entrar a la Comunitat Econòmica Europea. El 1974 va cofundar la revista danesa Det ny Notat, de la qual va arribar a ser editor el 1979.
El 1979, durant les primeres eleccions europees, va ser membre del Parlament Europeu al capdavant del Moviment Popular contra la CEE. Després, forma part del grup de coordinació tècnica per a la defensa de grups i membres independents. Va ser reelegit a les eleccions europees de 1984 i 1989, durant aquestes dues legislatures va formar part dels grups Arc-en-ciel (1984-1989) i Arc-en-ciel (1989-1994).
El 1993 va deixar el Moviment Popular contra la CEE per fundar el Moviment de Juny. Va ser al capdavant d'aquest nou moviment quan va tornar a ser elegit a les eleccions europees de 1994. Durant aquesta legislatura, es troba consecutivament en el grup per a l'Europa de les nacions, després com a no membre i finalment en el grup Independent per a l'Europa de les nacions, que després presideix. Reelegit el 1999 i el 2004, va dirigir els grups per Europa de les democràcies i les diferències i independència / democràcia.
El 2005, va participar en la creació del partit polític europeu EUDemocrats, al costat de Nicolas Dupont-Aignan i el seu moviment, Debout la République.
Va dimitir del seu escó com a eurodiputat el 9 de maig de 2008 per tal de dedicar-se més a EUDemocrats, i després va ser substituït pel número 2 de la llista, Hanne Dahl.